# Diego Salvatierra
Diego Esteban Salvatierra Mercado (Salta, Argentina, 11 de abril de 1980) es un futbolista argentino. Juega de defensa, actualmente está retirado del fútbol profesional y siendo director técnico
Se encuentra viviendo en la ciudad de General Güemes (Salta Capital) 
Es hijo de Cecilia Mercado y Walter Salvatierra, vive con su esposa Mariana Costilla y sus hijos Martina Salvatierra, Sofia Salvatierra y Juan Salvatierra

## Clubes
| Club                           | País      | Año         |
| ------------------------------ | --------- | ----------- |
| Gimnasia y Tiro de Salta       | Argentina | 2001 - 2004 |
| Atlético Ñuñorco               | Argentina | 2004        |
| Gimnasia y Tiro de Salta       | Argentina | 2005        |
| Sportivo Belgrano              | Argentina | 2005 - 2006 |
| Bolívar                        | Bolivia   | 2007        |
| 2 de Mayo                      | Paraguay  | 2007        |
| Nacional Potosí                | Bolivia   | 2008        |
| Aurora                         | Bolivia   | 2009        |
| Real Potosí                    | Bolivia   | 2010 - 2011 |
| Guaraní Antonio Franco         | Argentina | 2012        |
| Sportivo Belgrano              | Argentina | 2012 - 2013 |
| Villa Cubas                    | Argentina | 2013        |
| Camioneros Argentinos de Salta | Argentina | 2014        |
| Central Norte de Salta         | Argentina | 2015        |
| Altos Hornos Zapla             | Argentina | 2016        |